# 산지생쥐속
산지생쥐속(Aepeomys)은 비단털쥐과 목화쥐아과에 속하는 설치류 속의 하나이다. 두 종을 포함하고 있으며, 에콰도르(올리브산지생쥐)와 베네수엘라(2종 모두)에서 발견된다.

## 특징
작은 설치류로 꼬리 길이 114~142mm를 제외한 몸길이가 100~390mm이고 몸무게는 최대 42g이다.

## 하위 종
2종이 알려져 있다.
- 올리브산지생쥐 (Aepeomys lugens)
- 레이그산지생쥐 (Aepeomys reigi)